# Gol Tappeh-ye Malālī
Gol Tappeh-ye Malālī (persiska: گُل تَپِّۀ مُلّائی, گل تپه ملالی, Gol Tappeh-ye Mollā’ī) är en ort i Iran.   Den ligger i provinsen Ardabil, i den nordvästra delen av landet, 400 km nordväst om huvudstaden Teheran. Gol Tappeh-ye Malālī ligger 1 559 meter över havet och antalet invånare är 123.
Terrängen runt Gol Tappeh-ye Malālī är kuperad åt sydost, men åt nordväst är den platt. Runt Gol Tappeh-ye Malālī är det ganska glesbefolkat, med 38 invånare per kvadratkilometer. Närmaste större samhälle är Pūsjīn, 5,1 km väster om Gol Tappeh-ye Malālī. Trakten runt Gol Tappeh-ye Malālī består i huvudsak av gräsmarker.